# Tom Clancy's Ghost Recon Advanced Warfighter
Tom Clancy's Ghost Recon Advanced Warfighter — відеогра жанру action, розроблена компаніями Red Storm Entertainment, Ubisoft Paris, Ubisoft Shanghai і GRIN для декількох платформ і видана компанією Ubisoft Entertainment в період з березня по травень 2006 року.

## Сюжет

### Є контакт (Contact!)
Поверніть прилад, що знаходиться у терористів. Десантуйтеся на парашуті й увійдіть у контакт з розвідником на території. Знайдіть і заберіть вантаж.

### Переворот (Coup d'etat)
Забезпечте безпеку президента. Визначте його останнє місце розташування за сигналом датчика і вирушайте туди. Підтвердіть присутність президента США, забезпечте охорону периметра і готуйтеся до евакуації.

### Врятуй президента (VIP 2 is down)
Очистіть шлях до американського посольства. Утримуйте контроль над територією, забезпечте безпеку конвою президента Мексики і просуньтеся у будівлю посольства.

### Опорний пункт (Strong point)
Знайдіть і висадіть два бункери, що перешкоджають входу американських військ до міста, після чого переходьте в наступ на ворожий табір і знищіть зенітні установки.

### СОС! СОС! (Mayday! Mayday!)
Допоможіть капітану Фостеру у захисті п'ятдесяти танків. Не дайте ворогові захопити їх. Забезпечте захист по периметру.

### Завжди готовий! (Ready for bear)
Звільніть екіпажі танків, що утримуються у таборі Чапультапек. Скоординуйте свої дії з капітаном Фостером і ескортуйте танки до точки збору їх озброєння.

### Лідер (Quarterback)
Як тільки повстанці почали програвати бій, воєнізована група Онтівероса атакувала президента США. Вороги використовують Гардрейл IX, щоб відстежувати всі радіопереговори. Ваше завдання — врятувати президента Балантіна.

### Гардрейл IX (Guardrail IX)
Проникніть на територію і поверніть ядерний чемоданчик президента США, який містить коди запуску ядерних ракет.

### Зачистка (Bulldog)
Розчистити головний шлях до міста.

### Опір (Fierce resistance)
Проникніть в палац і знайдіть забарикадованого всередині генерала Онтівероса. Розвіддані кажуть, що і Гардрейл IX, і ядерний чемоданчик знаходяться у палаці. Необхідно їх повернути.

### НОРАД на зв'язку (NORAD on the line)
Знайдіть ядерний чемоданчик, який, швидше за все, перебуває в Карлоса Онтівероса. Розвідка доповідає про присутність на території групи Агіла 7.

## Ігровий процес

### Зброя
Штурмові гвинтівки
- FN SCAR H
- FN SCAR L
- MR-C
- M8 Carbine
- G36 — присутній в грі у терористів, але використовувати гравцеві не можна.

Снайперські гвинтівки
- M99 Sniper
- HK MSG90 — тільки у терористів

Кулемети
- MK48 LMG
- HK MG21 — тільки у терористів

Пістолет-кулемети
- M8 Compact
- MP5SSD

Пістолети
- M9
- G18